# Danny Stam
Danny Stam, född den 25 juni 1972 i Zaandam, är en nederländsk före detta tävlingscyklist som främst hade framgångar på bana, där han specialiserade sig på sexdagarslopp och vann 16 stycken, varav 11 i par med Robert Slippens. Slippens och Stam blev tillsammans även europamästare i madison 2002.
Efter karriären blev Stam sportdirektör och arbetar sedan 2014 för WWT-stallet Team SD Worx - Protime.

## Meriter – bancykling
| 2000 8:a i madison med Robert Slippens 2004 14:e i madison med Robert Slippens 2004 3:a i madison med Robert Slippens 2005 2:a i madison med Robert Slippens 2007 2:a i madison med Peter Schep 2002 Europamästare i madison med Robert Slippens 2003 2:a i madison med Robert Slippens 2006 2:a i madison med Peter Schep 2009 3:a i madison med Peter Schep | 2002/2003 Vinnare av Bremens sexdagars med Robert Slippens 2003/2004 Vinnare av Amsterdams sexdagars med Robert Slippens 2004/2005 Vinnare av Amsterdams sexdagars med Robert Slippens Vinnare av Rotterdams sexdagars med Robert Slippens Vinnare av Gents sexdagars med Robert Slippens 2005/2006 Vinnare av Bremens sexdagars med Robert Slippens Vinnare av Rotterdams sexdagars med Robert Slippens Vinnare av Berlins sexdagars med Robert Slippens Vinnare av Köpenhamns sexdagars med Robert Slippens 2006/2007 Vinnare av Amsterdams sexdagars med Peter Schep 2007/2008 Vinnare av Rotterdams sexdagars med Leif Lampater 2008/2009 Vinnare av Amsterdams sexdagars med Robert Slippens Vinnare av Zuidlarens sexdagars med Robert Slippens Vinnare av Zürichs sexdagars med Bruno Risi 2009/2010 Vinnare av Rotterdams sexdagars med Iljo Keisse 2010/2011 Vinnare av Rotterdams sexdagars med Léon van Bon |

## Meriter – Landsväg
2001
5:a i ZLM Tour